# Gagrella foveolata
Gagrella foveolata is een hooiwagen uit de familie Sclerosomatidae.